# Nära föräldraskap
Nära föräldraskap eller attachment parenting är en term myntad av barnläkaren William Sears. Attachment parenting står för en föräldraskapsfilosofi baserad på anknytningsteori och utvecklingspsykologi. Enligt anknytningsteorin formar barnet starka känslomässiga band med föräldrarna/vårdnadshavarna och dessa band har livslånga konsekvenser. Attachment parenting har en vision om ett känsligt och uppmärksamt föräldraskap som hjälper barnet att forma en trygg anknytning. Denna trygga anknytning blir sedan grunden för en god social utveckling och livskvalitet. Mindre känsligt och emotionellt närvarande föräldraskap kan enligt anknytningsteorin resultera i otrygg anknytning, vilket är en riskfaktor för psykiska problem.
Jorun Modén har lanserade termen "nära föräldraskap" som en svensk term motsvarande attachment parenting.